# Eschborn
Eschborn är en stad i Main-Taunus-Kreis i det tyska förbundslandet Hessen. Eschborn, som för första gången nämns i ett dokument från år 770, har cirka 23 0001 invånare. Eschborn består av Kernstadt Eschborn och Niederhöchstadt.

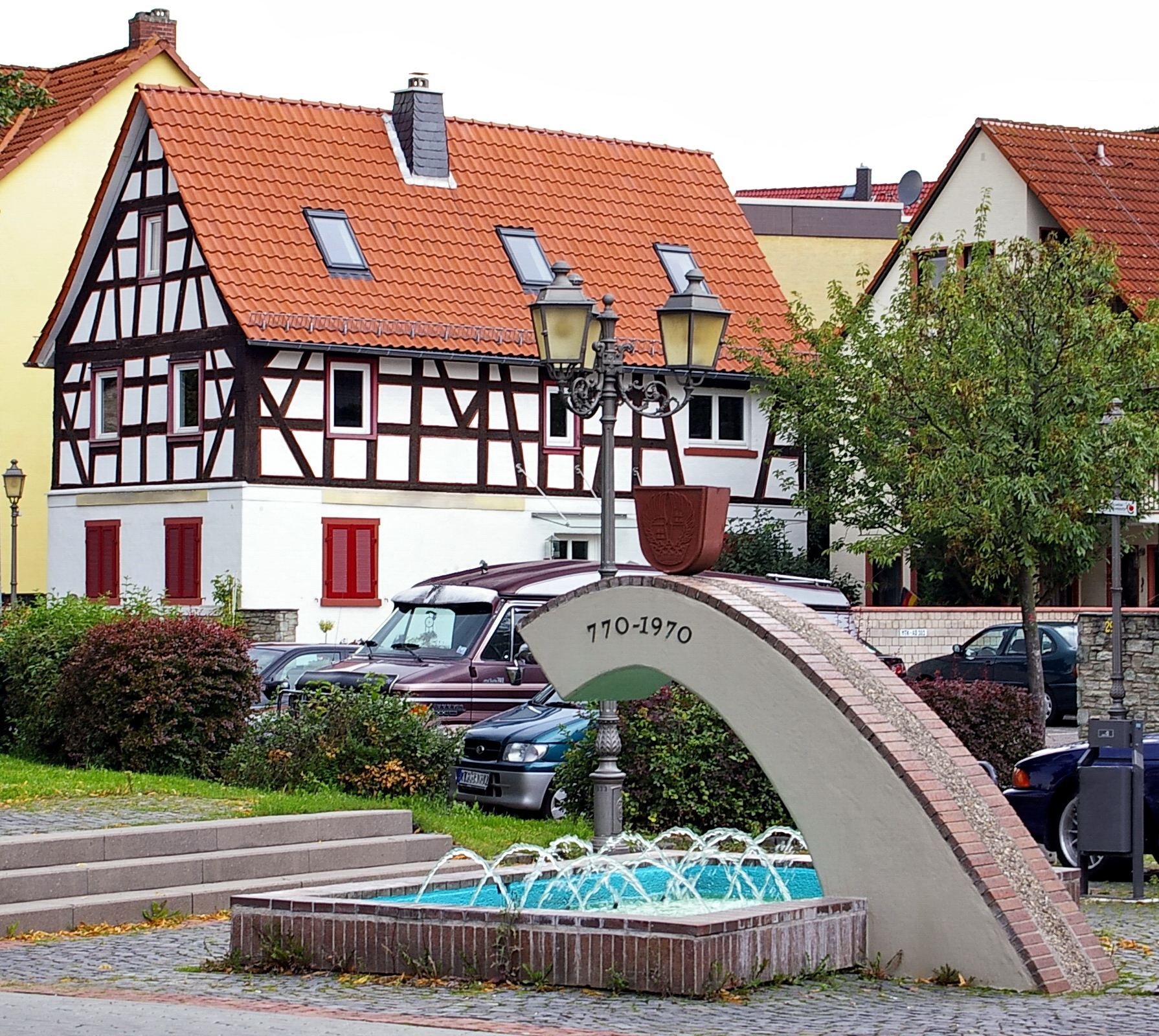
Fontän i centrala Eschborn.
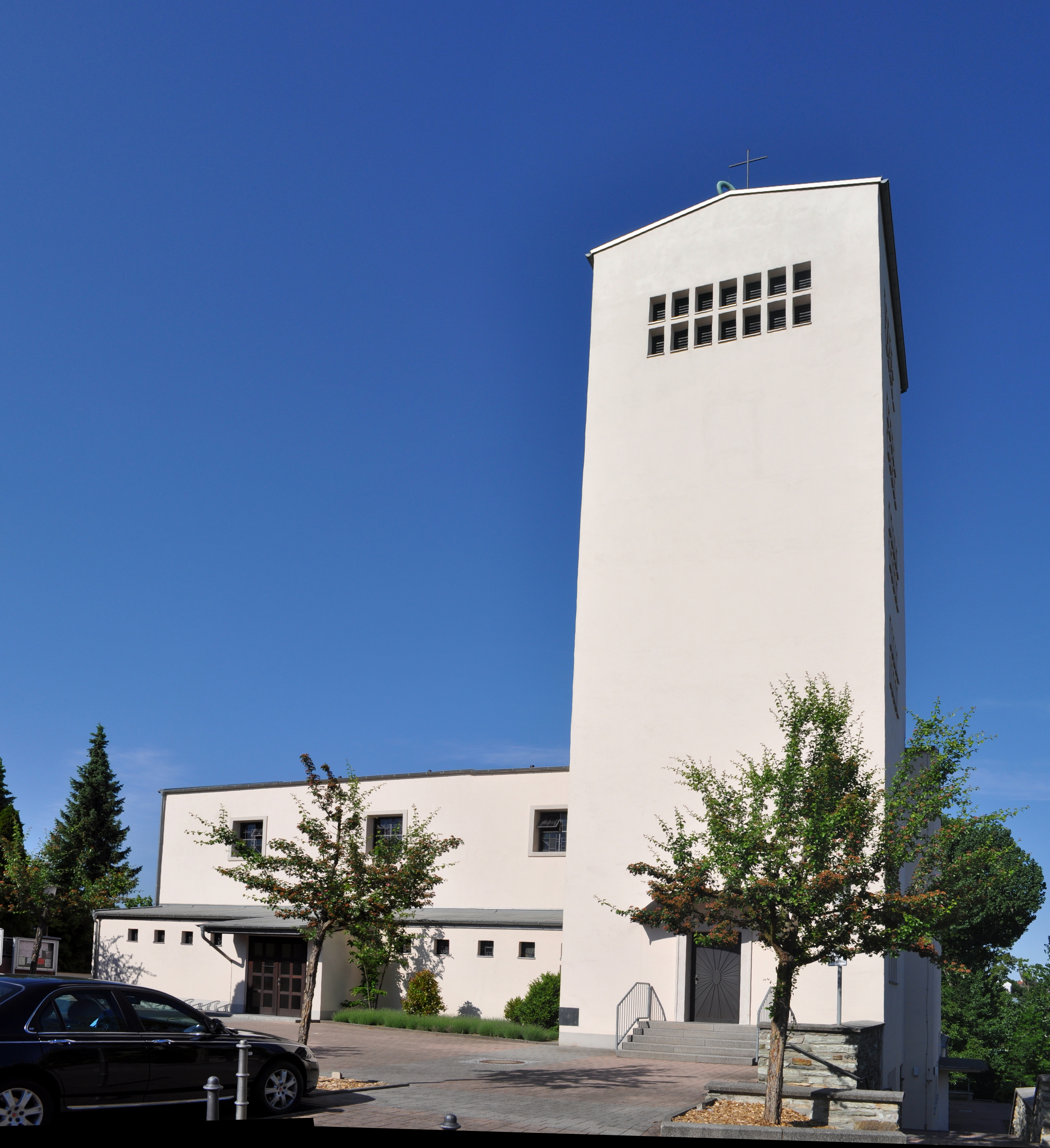
Katolska kyrkan Sankt Nikolaus i Niederhöchstadt.